# Stephen Frick
Stephen Nathaniel Frick (Pittsburgh, 30 de abril de 1964) é um astronauta norte-americano.
Engenheiro aeroespacial formado pela Academia Naval dos Estados Unidos em 1986, serviu como oficial naval e piloto de F/A-18 na marinha norte-americana. Combateu na Guerra do Golfo em 1991 baseado no porta-aviões USS Saratoga, fazendo o doutorado em engenharia aeronáutica na Escola de Pós-Graduação Naval dos Estados Unidos em 1994.
Selecionado como astronauta em 1996, treinou como piloto do ônibus espacial e foi ao espaço pela primeira na missão STS-110 da nave Atlantis (ônibus espacial). Em 7 de fevereiro de 2008 voltou à órbita agora no comando da missão STS-122 Atlantis, que conectou o módulo laboratório europeu Columbus à Estação Espacial Internacional e trouxe o integrante da Expedição 16 Daniel Tani de volta à Terra.